# リュシアン・シュリ
リュシアン・シュリ（Lucien Choury、1898年3月26日 - 1987年5月18日）は、フランス、クールブヴォア出身の自転車競技選手。

## 来歴
1924年のパリオリンピック・タンデムスプリントで、ジャン・キュニョーとのコンビで優勝。
1925年、プロ転向。
1928年、サンテティアンヌ6日間レースで優勝（+ ルイ・ファブル）